# Своба
Своба — у міфології давніх слов'ян богиня волі, свободи. Заступниця бранців, що тікали з неволі (з полону) на свою батьківщину. За іншою версією — богиня лісів.

## Виноски
1. ↑  Ukraïnsʹka nat︠s︡ionalʹna idei︠a︡ : naukovo-populi︠a︡rna rozvidka (вид. 1. vyd). Ternopilʹ-Lviv: Vydavnyt︠s︡tvo Moseĭchuka V.V. 2007. с. 60. ISBN 9789669683502. OCLC 191047717. {{cite book}}: |first= з пропущеним |last= (довідка)Обслуговування CS1: Сторінки з посиланнями на джерела із зайвою пунктуацією (посилання)
2. ↑  Kirimov, Ivan (2003). Orii︠a︡n-Hrad : istorychna povistʹ. Uz︠h︡horod: Iva. с. 166. ISBN 9667231569. OCLC 53888747.
3. ↑  Bogi slavi︠a︡n : i︠a︡zychestvo, tradit︠s︡ii︠a︡. Moskva: Refl-buk. 2002. с. 140. ISBN 5879831116. OCLC 53315350. {{cite book}}: |first= з пропущеним |last= (довідка)Обслуговування CS1: Сторінки з посиланнями на джерела із зайвою пунктуацією (посилання)